# Cappy
Cappy é uma comuna francesa na região administrativa de Altos da França, no departamento de Somme. Estende-se por uma área de 11,91 km². Em 2010 a comuna tinha 551 habitantes (densidade: 46,3 hab./km²).